# Münchenstein
Münchenstein (baseldeutsch Minggestai [ˈmɪŋgəˌʃtɐɪ̯]) ist eine politische Gemeinde im Bezirk Arlesheim des Kantons Basel-Landschaft in der Schweiz.
In der an die Stadt Basel grenzenden Gemeinde befinden sich unter anderem das Departement für Sport der Universität Basel, der Campus der Fachhochschule Nordwestschweiz für Gestaltung und Kunst, das von Herzog & de Meuron gestaltete Schaulager, das als Kunstmuseum und Kunstforschungsinstitut zugleich dient sowie die Villa Merian und der ihr zugehörige englische Garten.

## Geographie
Die Gemeinde liegt in einer Höhenlage von 297 m ü. M. und erstreckt sich beidseits der Birs. Sie gliedert sich hauptsächlich in drei Ortsteile: Münchenstein Dorf, Neumünchenstein und Neuewelt/Brüglingen. Im Norden stösst sie direkt an den Stadtkanton Basel. Weitere Nachbargemeinden sind Muttenz, Arlesheim und Reinach (allesamt im Kanton Basel-Landschaft). Die Fläche des Gemeindegebiets beträgt 718 Hektar, davon sind 56 % Siedlungsflächen, 24 % Wald, 17 % Landwirtschaftsgebiet und 2 % unproduktive Fläche.

## Geschichte

### Erste urkundliche Erwähnung

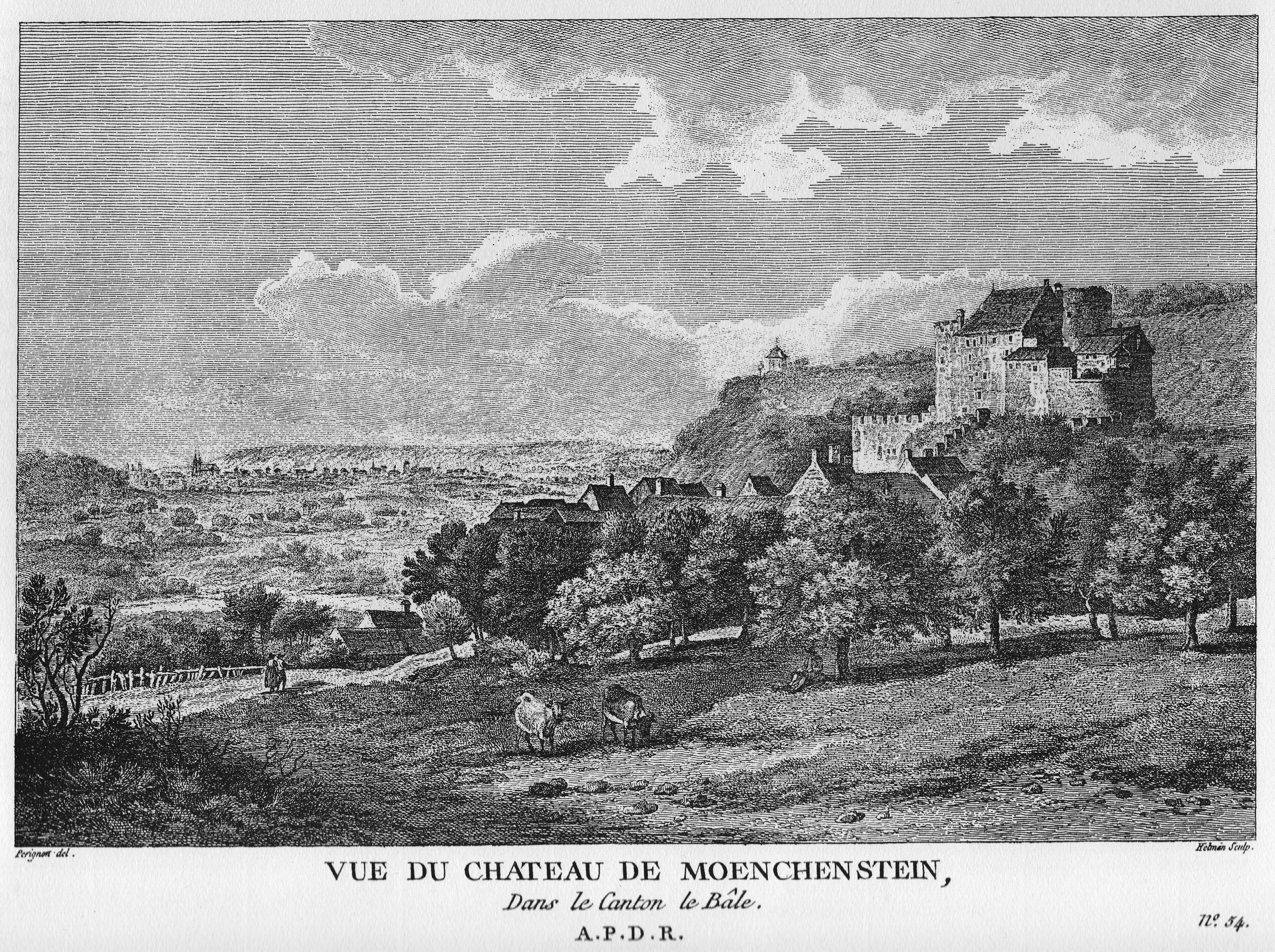
Schloss Münchenstein um 1780 (Zeichnung Nicolas Pérignons in «Städte und Berge der alten Schweiz»)

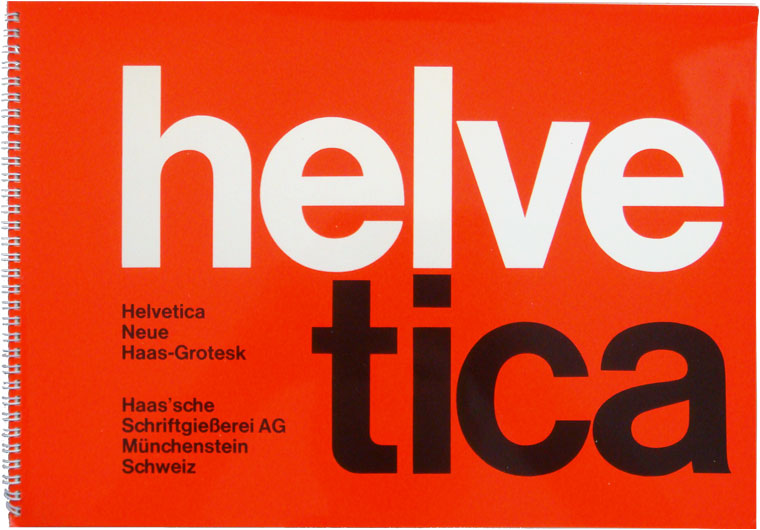
Muster für die in Münchenstein im Jahr 1957 entwickelte Schriftart «Helvetica»

Bei der ersten urkundlichen Erwähnung im Jahre 1196 hiess Münchenstein noch Kekingen. Im Jahre 1270 tauchte in einer Schenkungsurkunde des Domstifts Basel der Name Geckingen auf. 1259 wurde der Weiler mit Mühle zwischen der Neuen Welt und St. Jakob urkundlich bereits als Besitz der Basler Dompropstei erwähnt. Der heutige Ortsname Münchenstein erscheint erstmals 1295. Er bedeutet: «Burgfels der Münche». Das Bestimmungswort Münch nimmt Bezug auf die Erbauer der nach ihnen benannten Burg, die bischöflichen Dienstleute aus dem Adelsgeschlecht der Münch. Das Grundwort Stein war früher eine häufige Bezeichnung für Burgen, die auf Felsen standen.

### Mittelalter

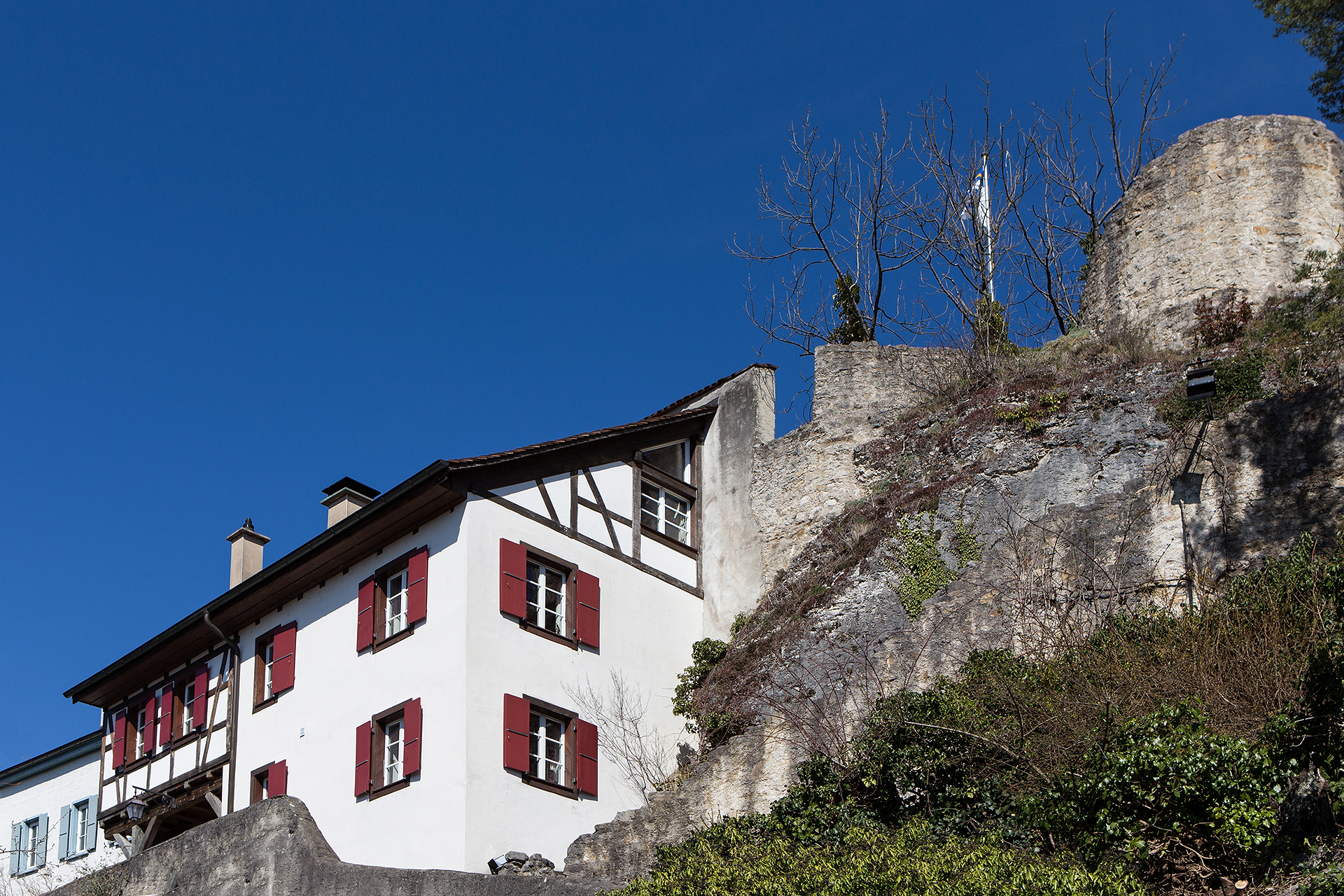
Schloss und Ruine Münchenstein

Historisches Luftbild von Werner Friedli (1967)

Die Burg Münchenstein war kurz nach ihrer Erbauung der Lehnsgewalt der Grafen von Pfirt unterstellt worden. Mit dem Tod des letzten Grafen von Pfirt, Ulrich III., im März 1324 in Basel fiel die Lehngewalt erbweise an das Haus Habsburg-Österreich. Erbgräfin Johanna von Pfirt (Jeanne de Ferrette, 1300–1351) war durch Heirat mit Herzog Albrecht II. von Habsburg (1298–1358) Herzogin von Österreich. Danach liessen sich die Münch von Münchenstein ihren Lehnsbesitz in unregelmässigen Abständen urkundlich bestätigen.
Im Jahr 1334 wurde in einer vom Domstift Basel ausgestellten Urkunde der Namenswechsel explizit erwähnt: «Geckingen que nunc Munchenstein appellatur» («Geckingen, das nun Munchenstein genannt wird»). Das Basler Erdbeben 1356 betraf auch das benachbarte Münchenstein. Am Nachmittag des 18. Oktober 1356 erschütterte ein Erdstoss die Stadt Basel. Die Dörfer und Burgen der Umgebung wurden stark beschädigt. Das Epizentrum des Bebens lag etwa 10 km südlich der Stadt am Rand der Jurahöhen zwischen dem Gempen und dem hinteren Leimental. Während des grossen Erdbebens zu Basel wurde auch das 1334 fertiggestellte Schloss in Münchenstein beschädigt, aber bald darauf wiederaufgebaut. Im Jahr 1421 wurde der Umlaut «ö» verwendet und das Dorf Mönchenstein geschrieben. Dieser Name konnte sich bis 1881 halten. Mit dem Gemeindegesetz von 1881 wurde die Ortsbezeichnung Münchenstein offiziell eingeführt.
Die Münch mussten 1470 das Dorf und die Burg an die Stadt Basel verpfänden. Der Pfandvertrag wurde am 18. Juli abgeschlossen, und somit ging leihweise die Herrschaft über Münchenstein erstmals in städtische Hände. Die Pfarrkirche St. Bartholomäus wurde am Ende des 14. Jahrhunderts oder am Anfang des 15. Jahrhunderts an der Stelle eines Vorgängerbaus aus dem 11. oder 12. Jahrhundert erstellt. Im Jahr 1612 wurde der Kirchturm errichtet, und 1857 wurde das Kirchenschiff verlängert.

### Neuzeit
Im Zuge der Helvetischen Revolution der Jahre 1797 und 1798 wurde das Schloss abgebrochen.
Mit der Einweihung der Eisenbahnlinie der Jurabahn Basel–Delémont am 23. September 1875 begann die Geschichte der Eisenbahn in Münchenstein. Am Sonntag, dem 14. Juni 1891, brach die von Gustave Eiffel erbaute Münchensteinerbrücke der Jurabahn unter einem von Basel kommenden Zug zusammen. Das Eisenbahnunglück von Münchenstein gilt bis heute als die grösste Eisenbahnkatastrophe der Schweiz. 73 Personen kamen dabei ums Leben, 171 wurden verletzt. Das Ereignis fand im Jahr 2023 mit dem Roman «Eiffels Schuld» von Stefan Haenni Eingang in die schweizerische Kriminalliteratur. Zur Zeit des Unglücks zählte Münchenstein 135 Häuser, 264 Haushaltungen und 1360 Einwohner.
Im Jahr 1921 wurde der neuer Münchensteiner Hauptsitz der Haas’schen Schriftgiesserei eröffnet, die zu den führenden Schriftgiessereien der Schweiz gehörte, und mitunter die Schriftart Helvetica im Jahr 1957 entwickelte.
Im Jahr 1980 wurde Münchenstein Standortgemeinde der zweiten Schweizerischen Ausstellung für Garten- und Landschaftsbau, der «Grün 80» in der Brüglinger Ebene, die von Queen Elizabeth II im Rahmen ihres Staatsbesuchs in der Schweiz im selben Jahr besucht wurde. Im Jahr 1997 wurde das «Kuspo Bruckfeld», die neue Kultur- und Sporthalle, fertig erstellt und in Betrieb genommen. Münchenstein verfügt damit über ein Mehrzweckgebäude mit Infrastruktur für verschiedene Anlässe.
Im Jahr 2024 erhielt Münchenstein als Teil der «Birsstadt»  – im Verbund mit anderen (Nachbars-)Gemeinden entlang der Birs – den Wakkerpreis, die wichtigste Architekturauszeichnung der Schweiz.

## Wappen
Das Wappen der Gemeinde zeigt einen schwarz bekleideten Mönch mit herabhängender Kapuze. Der Mönch ist barhäuptig, trägt rote Schuhe und schreitet mit zum Gebet erhobenen Händen auf silbernem Grund. Das Wappen entspricht dem Siegel des bischöflichen Geschlechts Münch.

## Bevölkerung
Münchenstein zählt etwa 12'000 Einwohner, der Ausländeranteil (Einwohner ohne Schweizer Bürgerrecht) liegt bei ungefähr 20 %. Stand 31. März 2008 sind 31,2 % der Bevölkerung reformiert, 28,9 % römisch-katholisch und 39,9 % Angehörige anderer Konfessionen oder Konfessionslose. Rund 8 % der Bevölkerung sind Bürger von Münchenstein. Die Bürgergemeinde Münchenstein setzt sich aus der Gesamtheit der das Bürgerrecht von Münchenstein besitzenden Personen zusammen und ist eine öffentlich-rechtliche Körperschaft des Kantons Basel-Landschaft.

## Politik
Gemeindepräsidentin ist Jeanne Locher-Polier (SP, Stand 2025).
Bei den Schweizer Parlamentswahlen 2023 betrugen die Wähleranteile in Münchenstein: SP 32,8 % (2019 30,5 %), SVP 20,8 % (19,1 %), FDP 14,4 % (14,3 %), Grüne 10,2 % (17,3 %), Mitte 9,3 % (8,6 %), glp 7,7 % (6,6 %), EVP 2,5 % (3,6 %), EDU 0,3 % (–).

## Bildung
In der Gemeinde befinden sich diverse kommunale, kantonale, überregionale und private Bildungseinrichtungen:
- Kommunale Bildungseinrichtungen: Die Gemeinde betreibt Kindergärten an den acht Standorten Ameisenhölzli, Dillacker, Ehinger, Fichtenwald, Lange Heid, Löffelmatt, Neue Welt und Teichweg. Ausserdem ist sie für die Primarschulen an den fünf Standorten Dillacker, Lange Heid, Löffelmatt, Loog und Neue Welt verantwortlich. Subventioniert wird auch die Musikschule Münchenstein, welche sich im alten Schulhaus Neue Welt befindet.
- Kantonale Bildungseinrichtungen: Die Sekundarschule Arlesheim-Münchenstein hat einen ihrer zwei Standorte im Schulhaus Lärchen. Münchenstein ist ausserdem eine von fünf Gemeinden im Kanton Basel-Landschaft mit einem Gymnasium. Für Kinder mit Mehrfachbehinderungen betreibt der Kanton in Münchenstein die Sonderschule Therapie Schulzentrum Münchenstein. Das Bildungszentrum Gesundheit wird vom Kanton Basel-Stadt betrieben.
- Überregionale BildungseinrichtungenIm Baselbieter Teil des Dreispitzareals betreibt die FHNW ihren Campus der Hochschule für Gestaltung und Kunst, während sich beim St. Jakobs-Areal das Departement für Sport der Universität Basel befindet.
- Private Bildungseinrichtungen: Als private Bildungseinrichtungen, zum Teil staatlich subventioniert, findet man in Münchenstein eine Heilpädagogische Schule, eine Rudolf Steiner Schule und als Abteilung der Volkshochschule Basel die Erwachsenenbildung Gymnasium Münchenstein.

## Verkehr

### Öffentlicher Verkehr

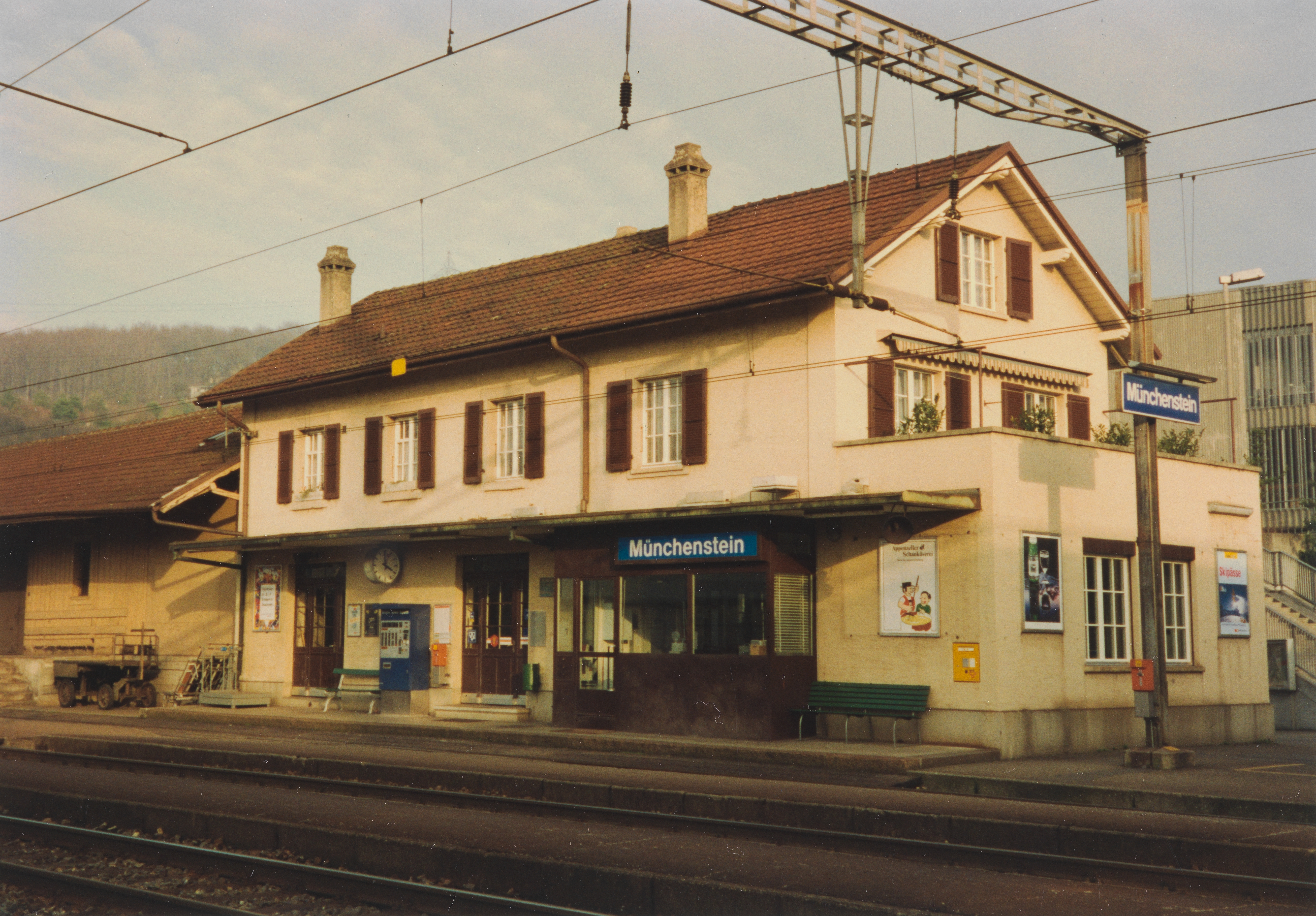
Bahnhof Münchenstein (1993)

Münchenstein ist durch den öffentlichen Nahverkehr sehr gut erschlossen. So besitzt die Gemeinde einen Bahnhof an der Jurabahn und wird halbstündlich durch die S-Bahn-Linie 3 bedient, welche zwischen Basel und Porrentruy verkehrt.

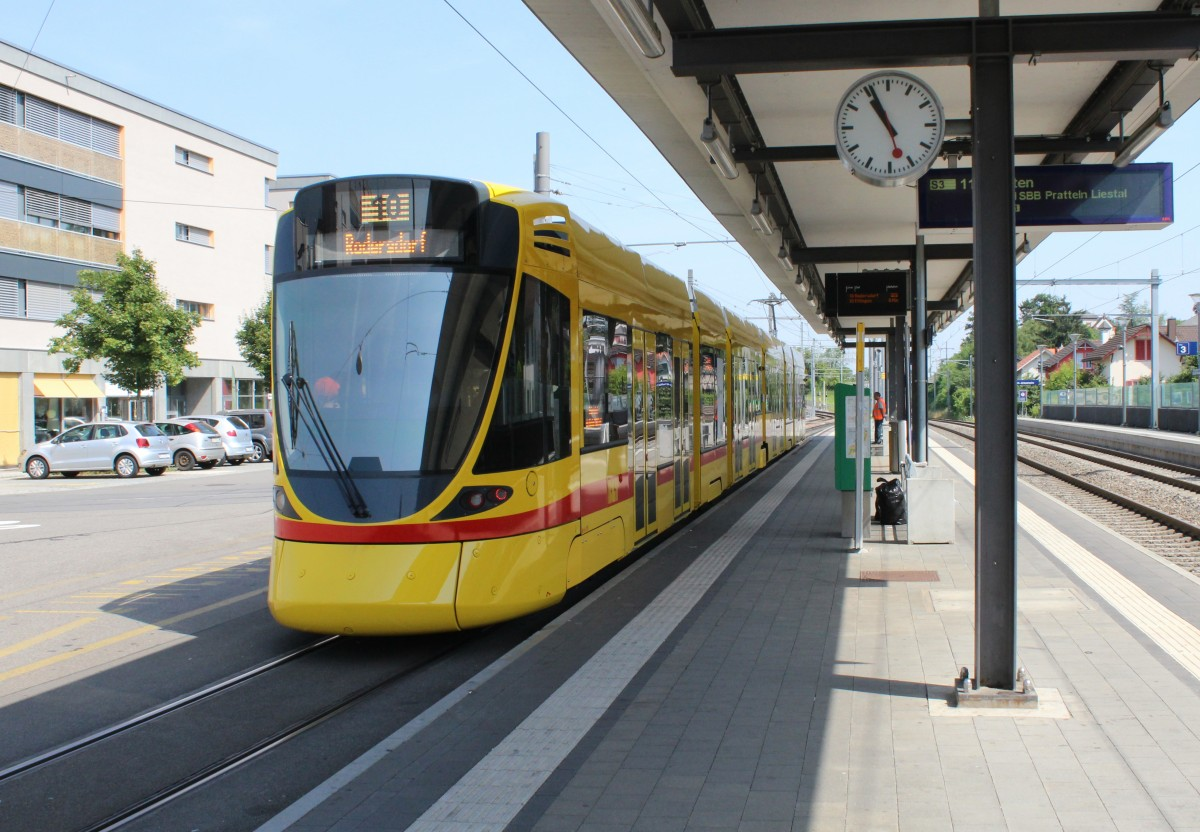
Die BLT-Linie 10, die Münchenstein mit Arlesheim im Süden und Basel im Norden verbindet (2015)

 Die BLT-Tramlinie 10 ist mit fast 26 km Länge die längste Tramlinie Basels und gehört zu den längsten Tramlinien Europas. Zudem führt sie, was international eine Seltenheit darstellt, durch zwei Staaten, ausserdem durch drei Kantone der Schweiz: Basel-Stadt, Basel-Landschaft und Solothurn. Die Bahn verbindet die Orte im Leimental (Rodersdorf, Leymen (Grand Est, Frankreich), Flüh, Bättwil, Witterswil, Ettingen, Therwil, Oberwil, Bottmingen und Binningen) mit der Stadt Basel und dem Birseck, Münchenstein, Arlesheim und Dornach. Die BLT-Tramlinie 11 verkehrt von Aesch über Reinach, Neu-Münchenstein und den Bahnhof Basel SBB bis an die Haltestelle St. Louis-Grenze.
- Buslinien:[13]

- Linie 58: Der Münchensteiner Ortsbus verbindet die verschiedenen Quartiere auf der Strecke Schlossmatt – Bahnhof Münchenstein – Gartenstadt – Klinik Birshof
- Linie 60: Die Ost-West-Verbindung tangiert Münchenstein im Norden auf der Strecke Biel-Benken – Bottmingen – Oberwil – Münchenstein – Muttenz – Schweizerhalle
- Linie 63: Die Süd-Nord-Verbindung verbindet das untere Birsecktal mit Muttenz: Dornach – Arlesheim – Münchenstein – Muttenz
- Strasse: Mittels der Ausfahrt Muttenz/Münchenstein an der H18 ist das Dorf auch an das schweizerische Schnellstrassennetz (A2) angeschlossen. Diese Hochleistungsstrasse endet zurzeit bei Aesch, im Bereich von Angenstein, und soll zu einem späteren Zeitpunkt weiter Richtung Duggingen führen.

## Museen und Ausstellungsräume

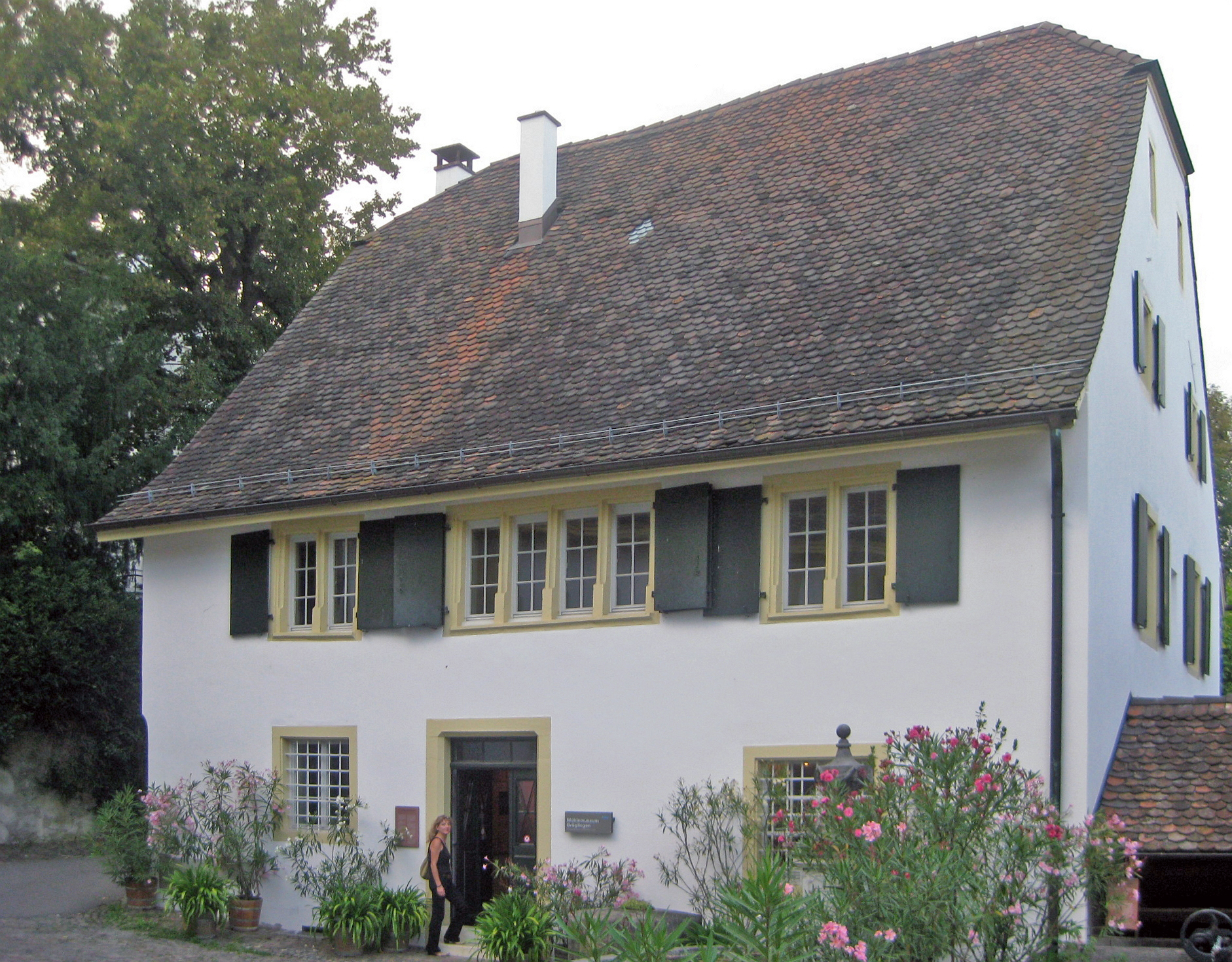
Das Mühlemuseum Brüglingen
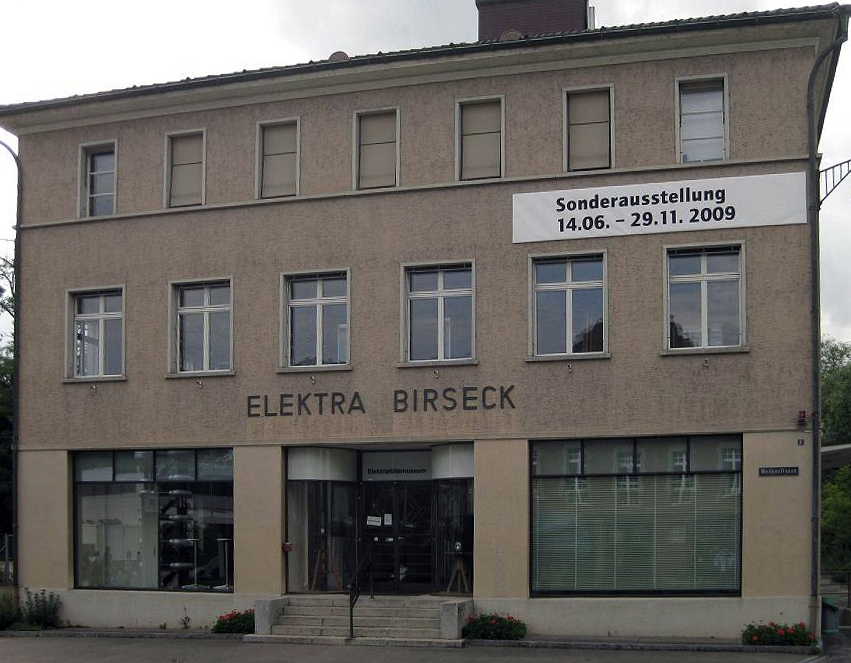
Das Elektrizitätsmuseum
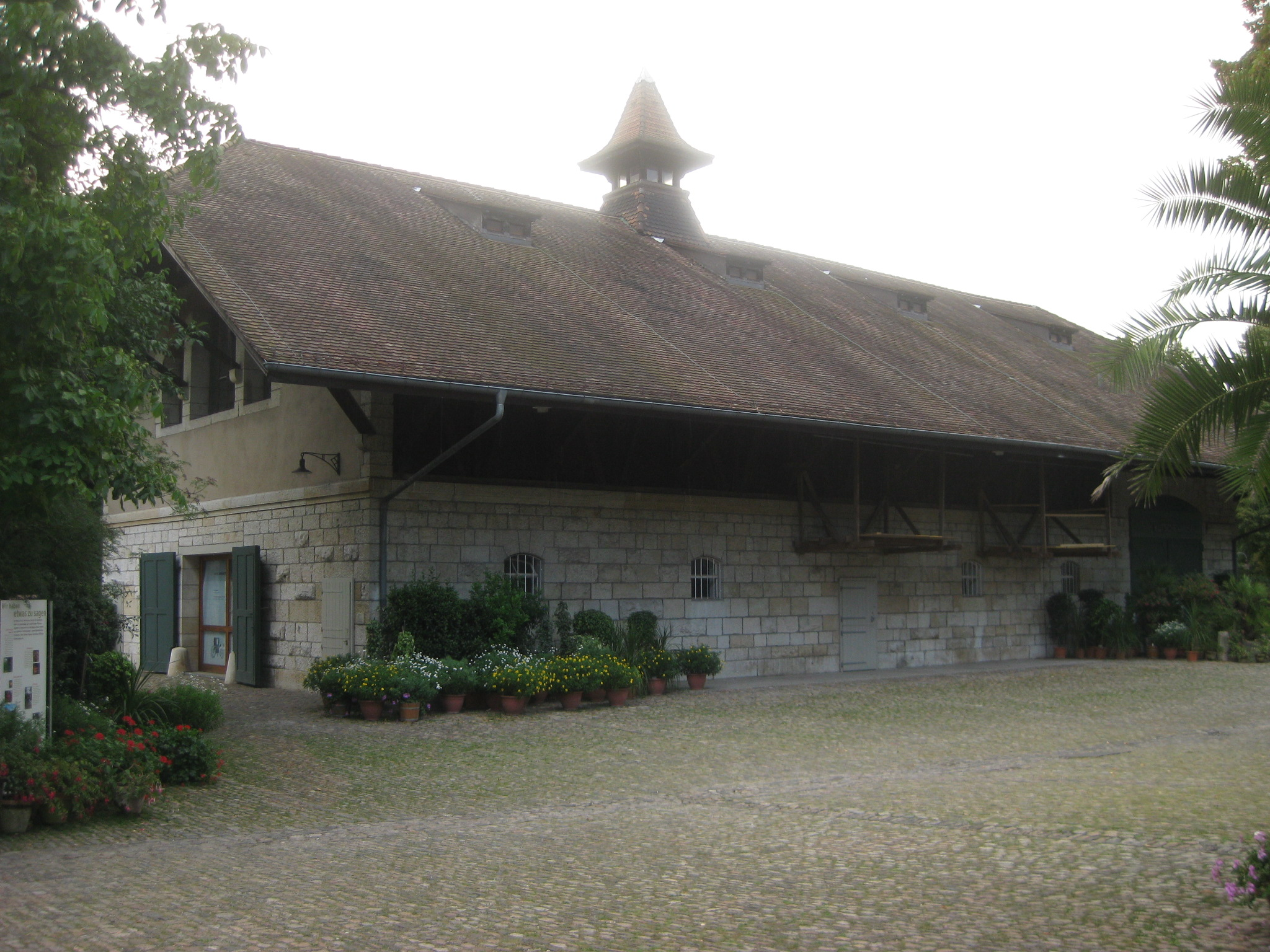
Das ehemalige Kutschenmuseum
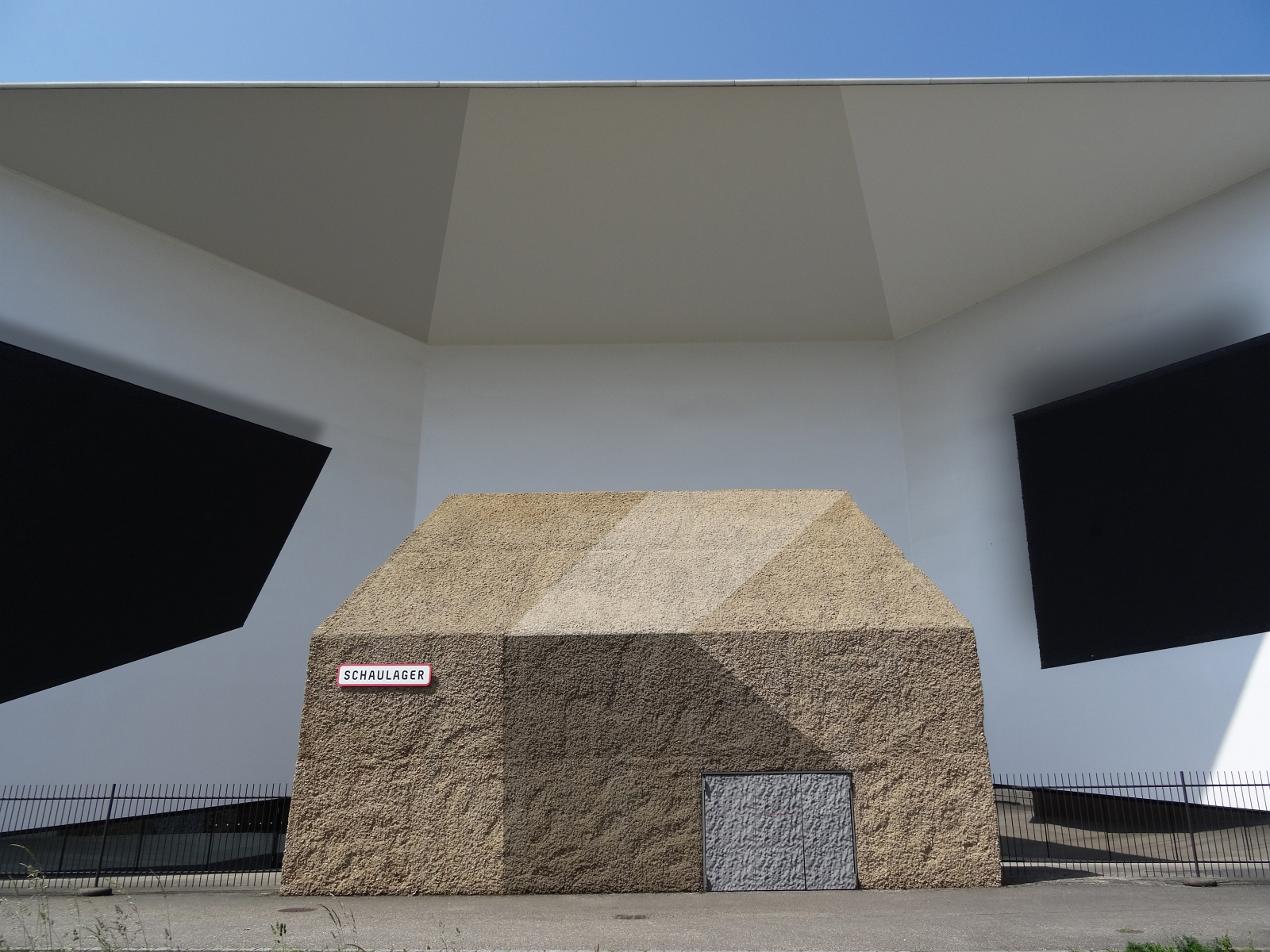
Das Schaulager von Herzog & de Meuron

- Schaulager: Das Schaulager (erbaut 2003) ist eine von den Architekten Herzog & de Meuron erbaute Mischung zwischen Museum, Kunstlager und Forschungsinstitut.
- Ehemaliges Kutschenmuseum: Im historischen Bau in der Brüglinger Ebene, der Scheune von 1905/1906, war bis 31. Januar 2017 das Kutschenmuseum untergebracht.
- Mühlemuseum Brüglingen: In der ehemaligen Wassermühle des Brüglingerhofs befindet sich die 2002 neu konzipierte Ausstellung über die Geschichte der Mühle und das Hand- und Tagwerk der Müllersleute von der Bronzezeit bis ins 20. Jahrhundert.
- Elektrizitätsmuseum: Die Elektra Birseck Münchenstein hat aus Anlass ihres 100-jährigen Bestehens im Jahre 1997 im Gelände ihres Werkareals ein Elektrizitätsmuseum eingerichtet, das mit historischen Raritäten, einem Technolabor und Sonderausstellungen aufwartet.
- Froschmuseum: 1992 wurde das erste Froschmuseum der Schweiz in Münchenstein eröffnet, dessen Sammlung bereits ins Guinness-Buch der Rekorde eingetragen wurde.
- Laboratorium für Photographie: 2001/2002 wurde die Fondation Herzog – Ein Laboratorium für Photographie gegründet und mit der Eröffnungsausstellung: Die Sammlung Herzog – In neuem Licht der Öffentlichkeit präsentiert. Die Fondation Herzog befindet sich in von Herzog & de Meuron gestalteten Räumlichkeiten im Dreispitzareal der Gemeinde Münchenstein. Sie zählt weltweit zu einer der bedeutendsten Fotosammlungen und kann somit Interessierten die Geschichte der Fotografie und der Industriegesellschaft mittels der rund 300'000 Bilder der Sammlung Herzog näher bringen.

## Sehenswürdigkeiten

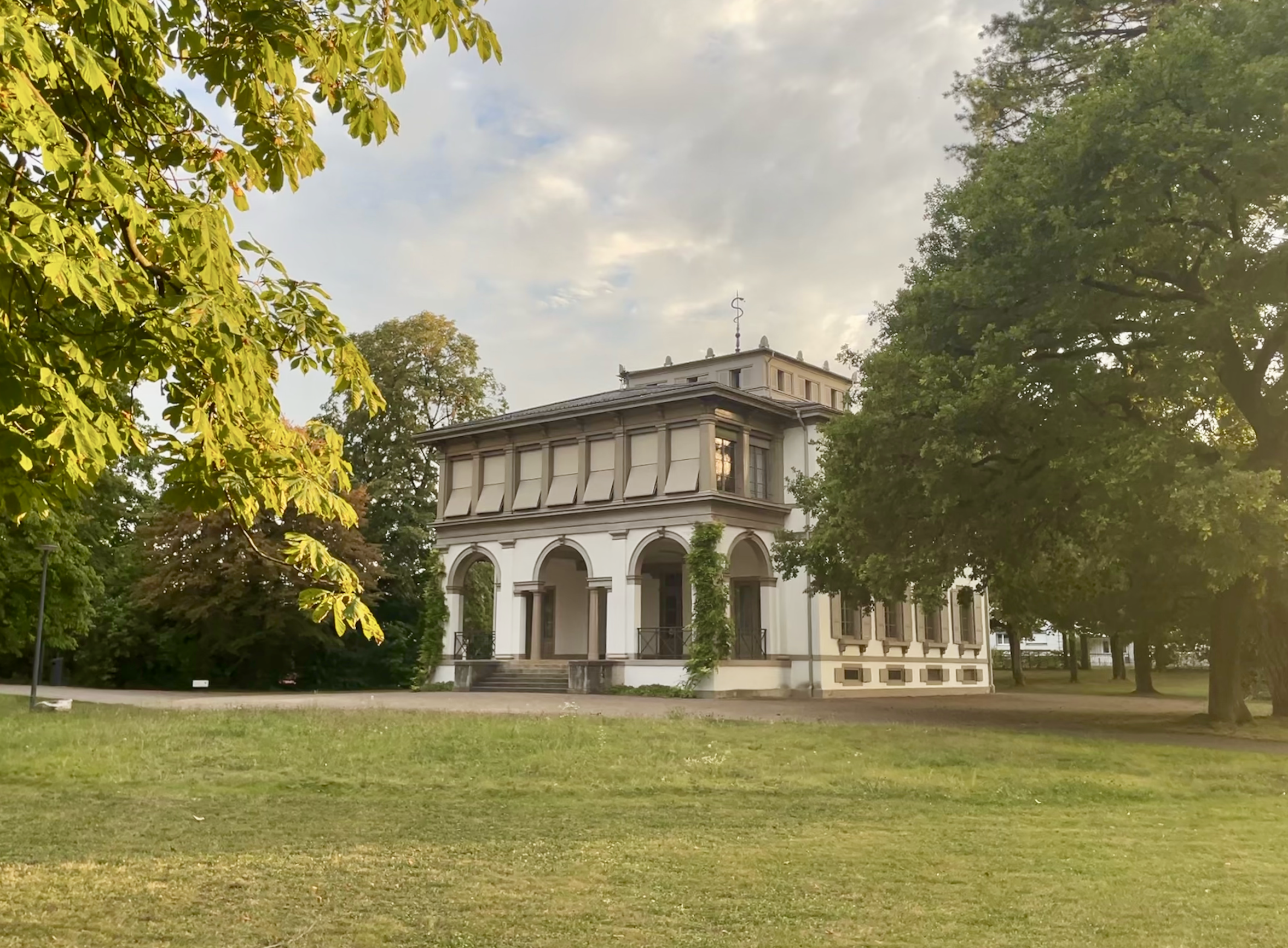
Die Villa Ehinger (1830), Gymnasium Münchenstein
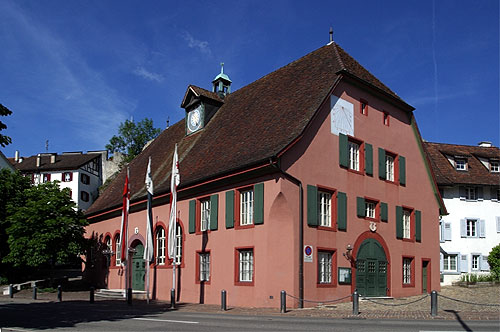
Die Trotte im Dorfzentrum
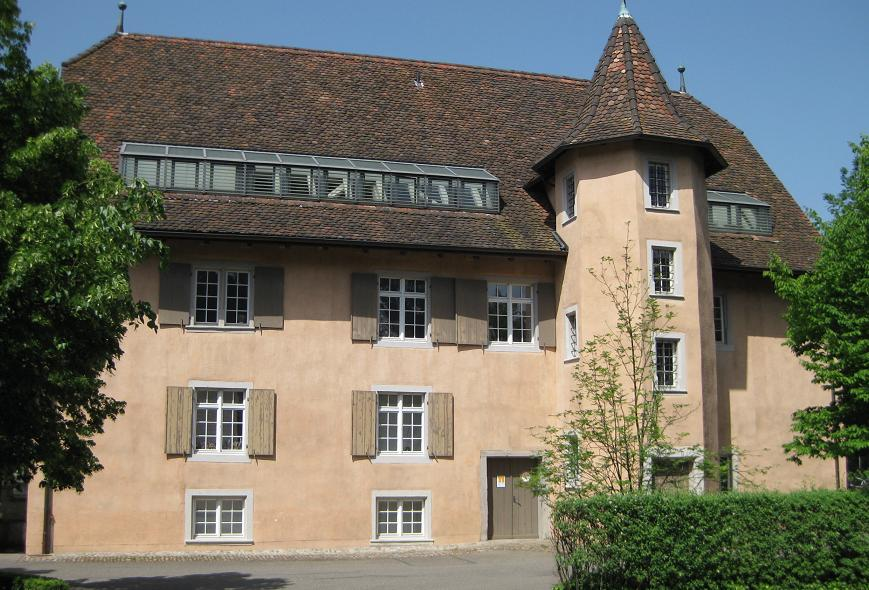
Die Hammerschmiede (1660), «Neue Welt»
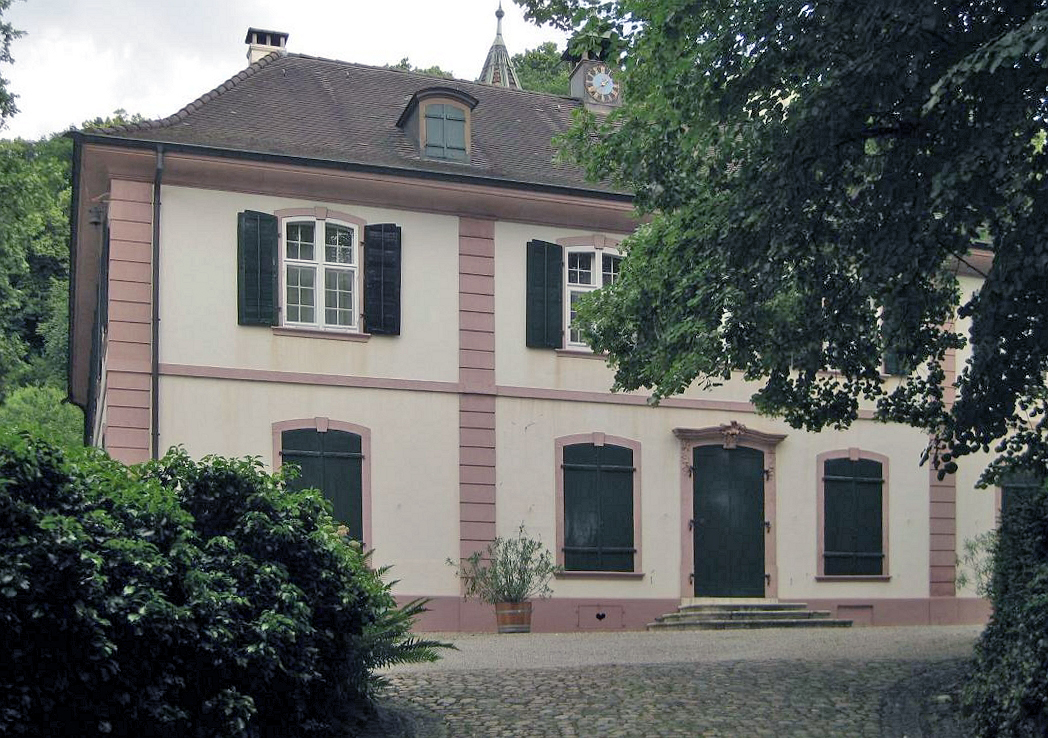
Das «Bruckgut» (1888)
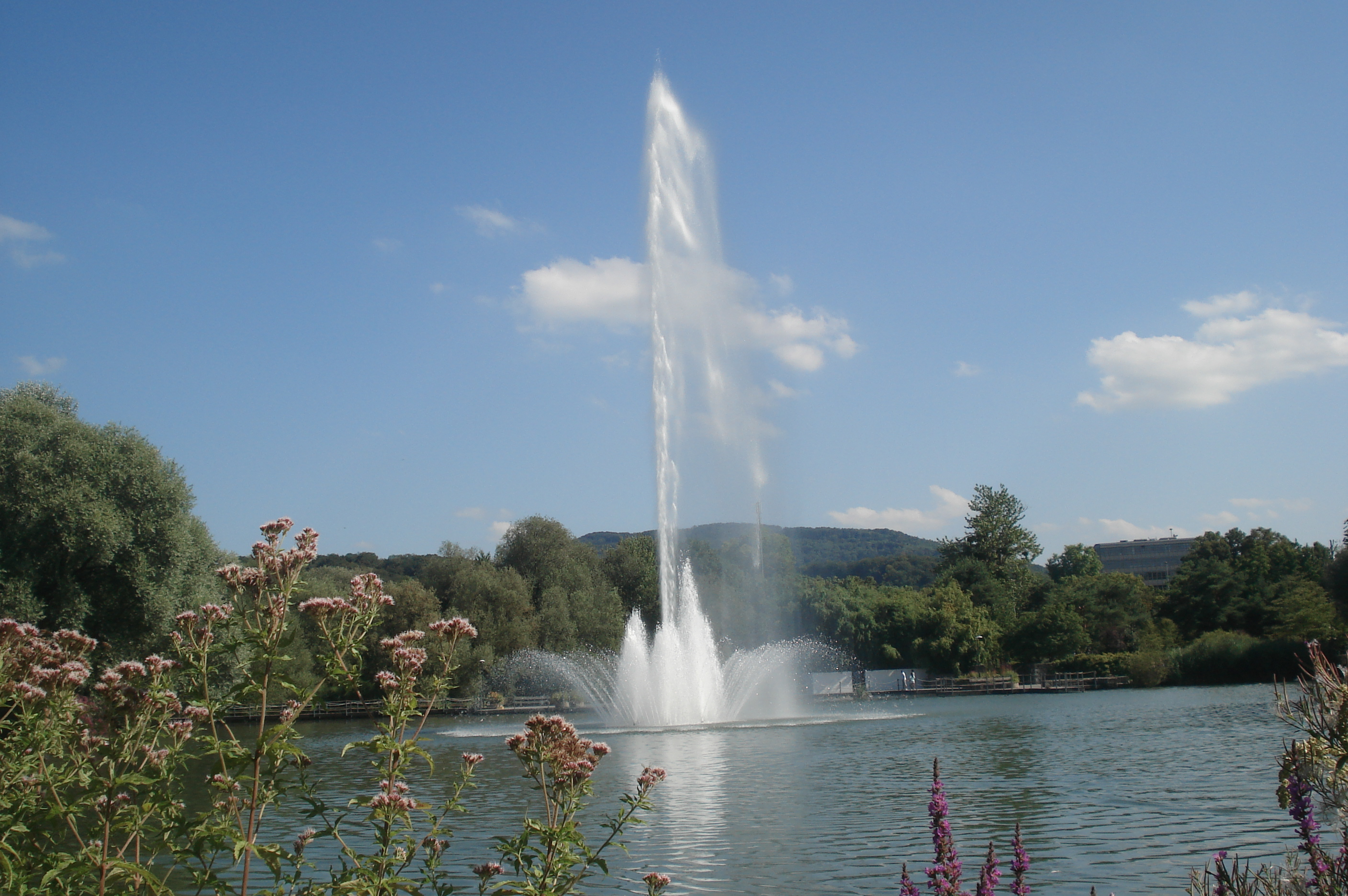
Der Weiher mitsamt Fontäne bei der «Grün 80»
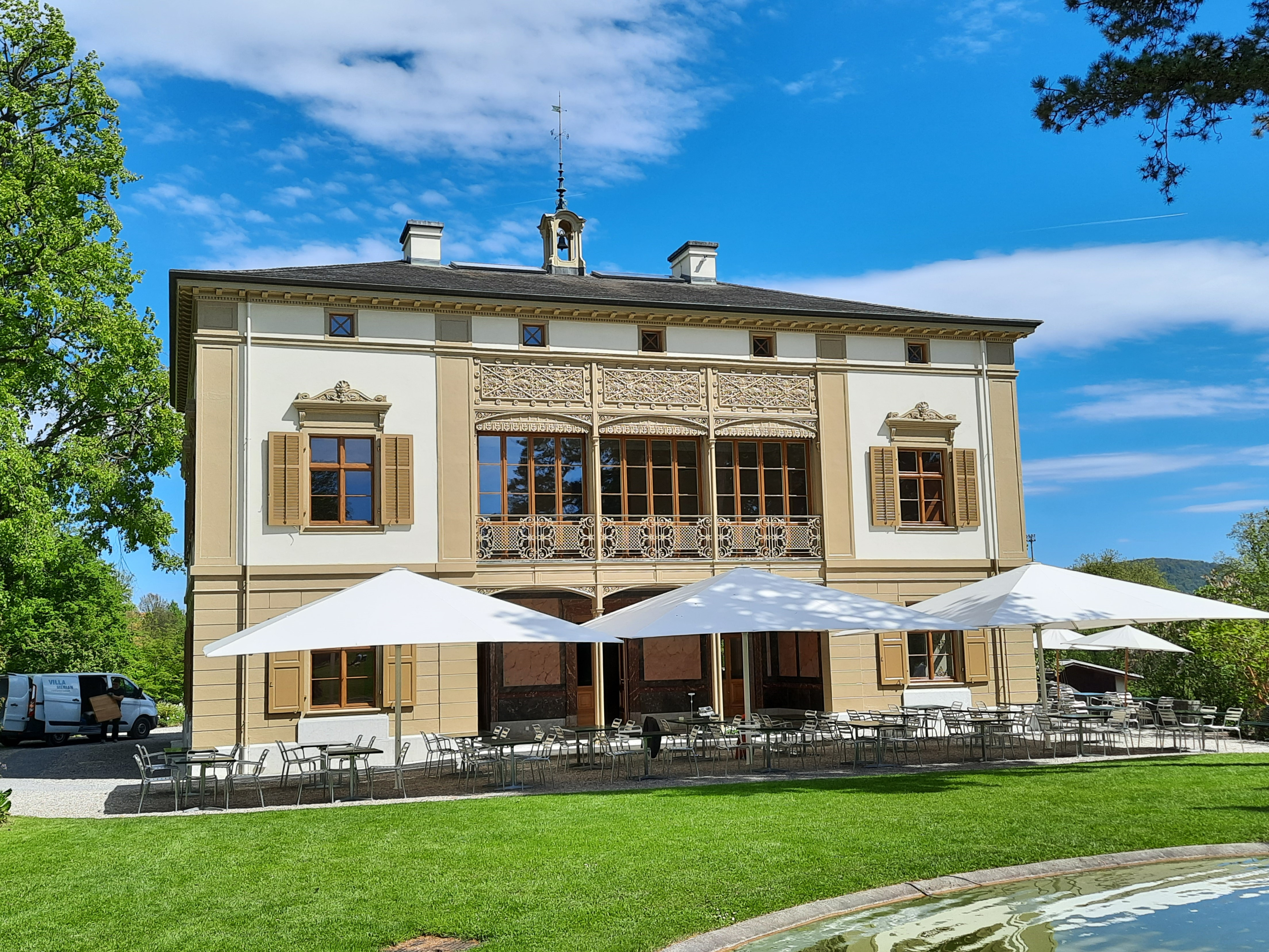
Die Villa Merian (1858)
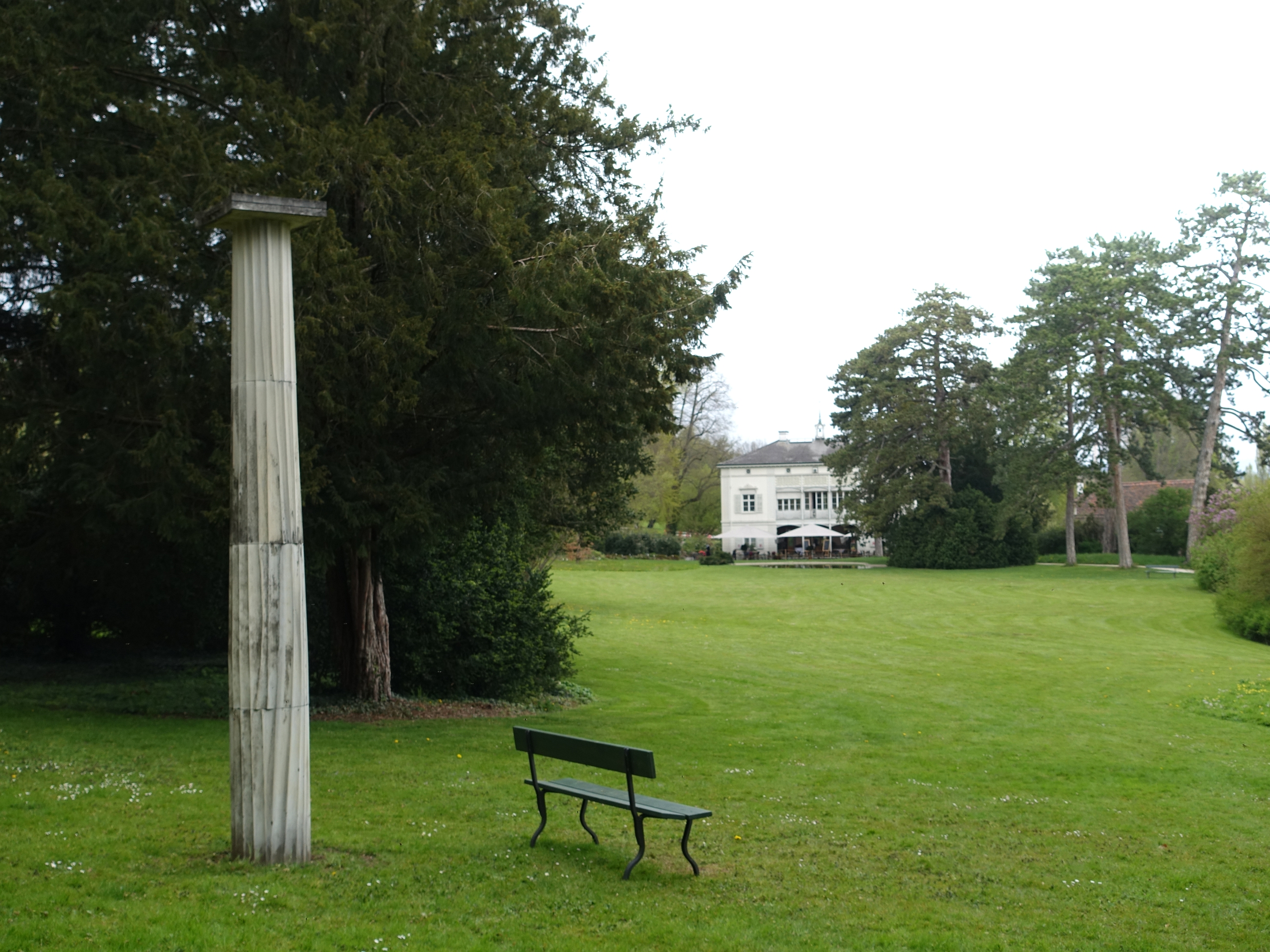
Parkanlage der Villa Merian mit Luciano Fabros Skulptur «La Colonna»
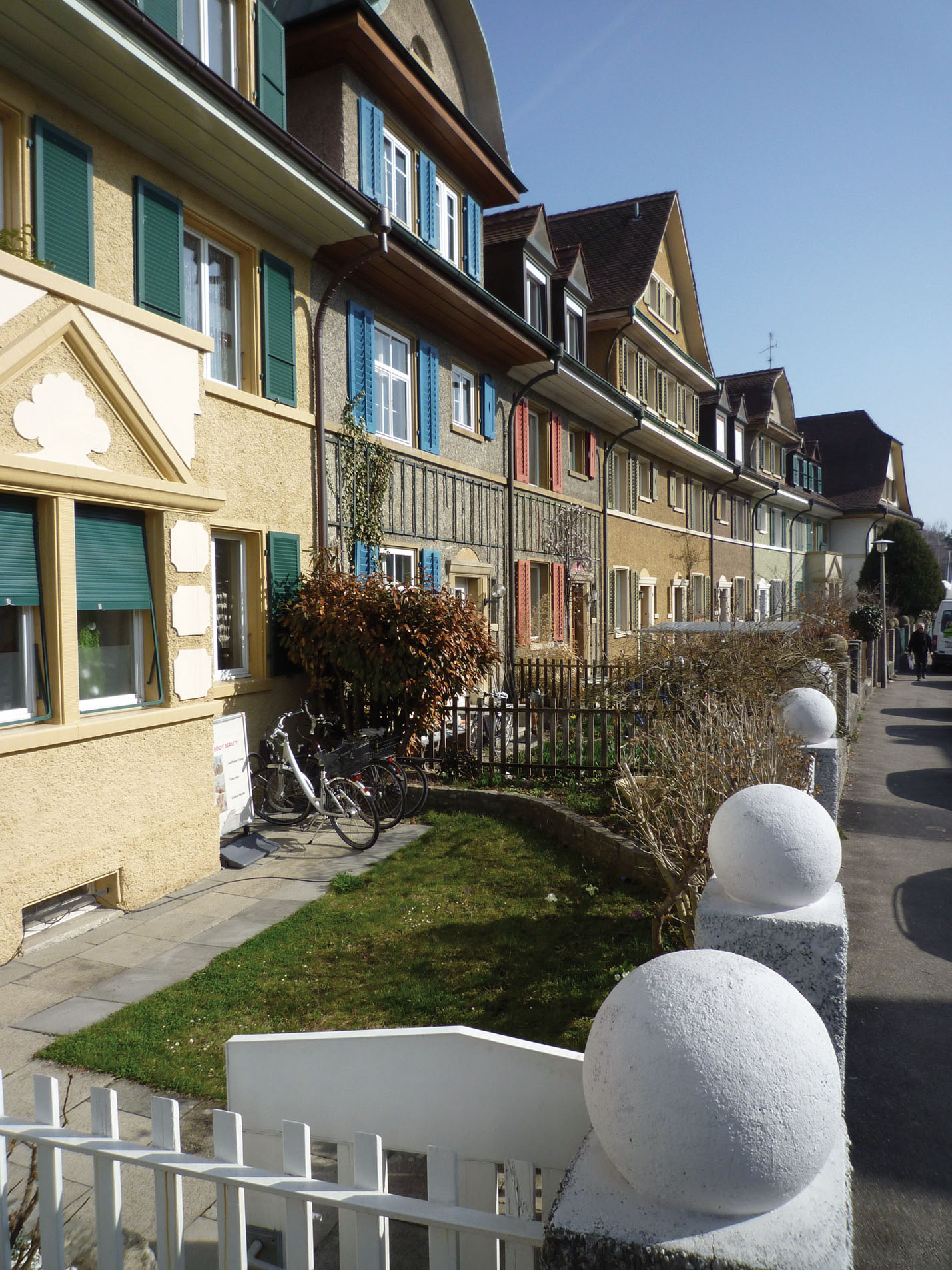
Gartenstadt (1912)
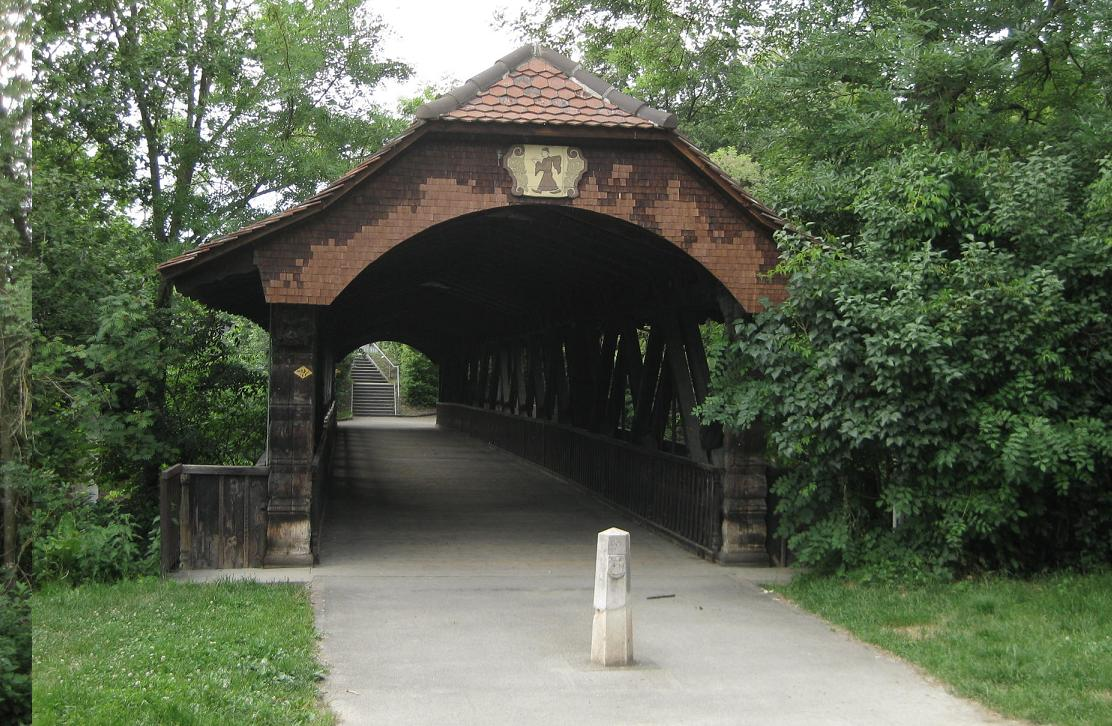
Gedeckte Holzbrücke Heiligholz über die Birs
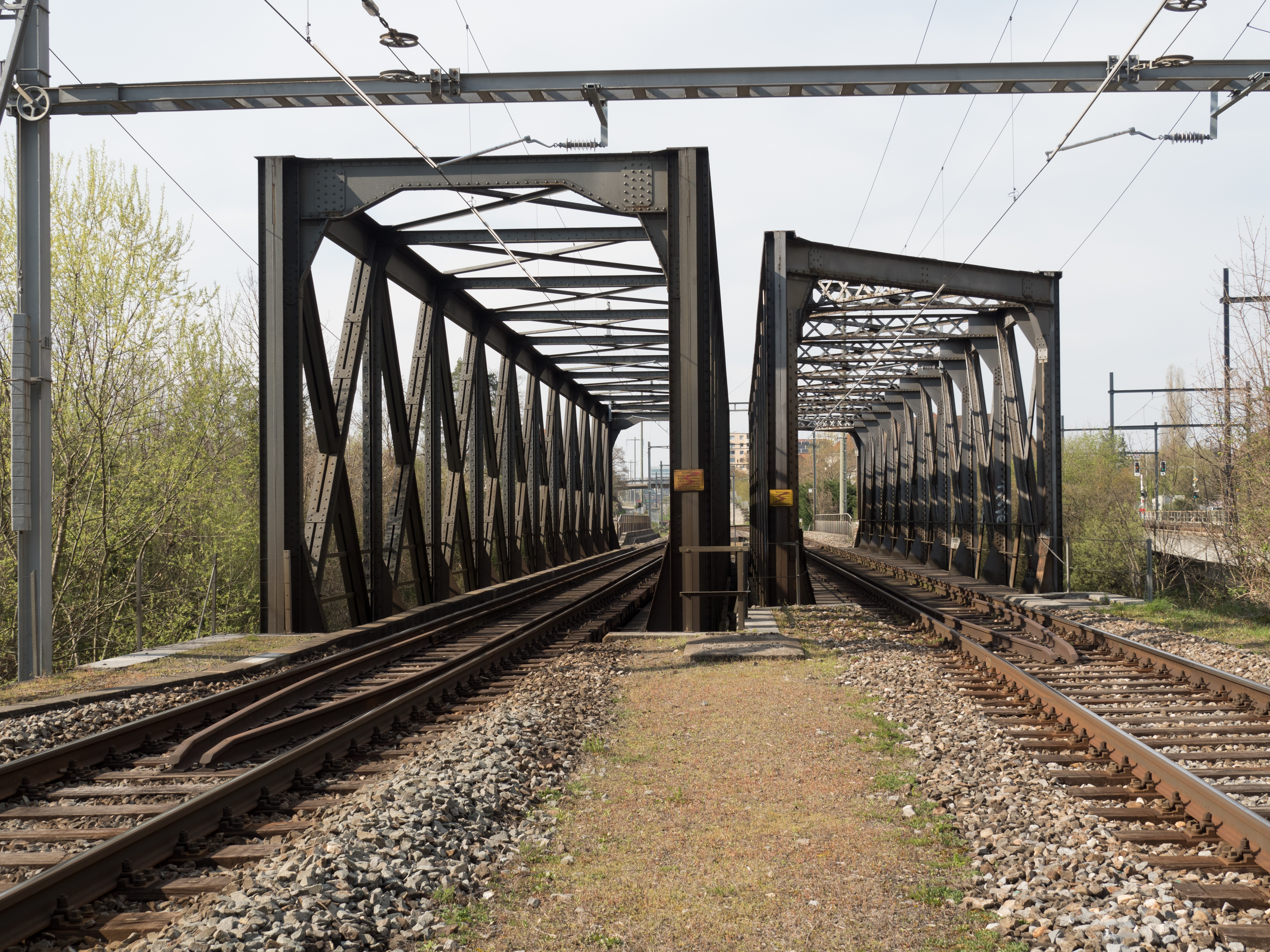
SBB-Brücken über die Birs (ersetzten von Gustave Eiffel erbaute Brücken, die beim Eisenbahnunfall 1891einstürzten)
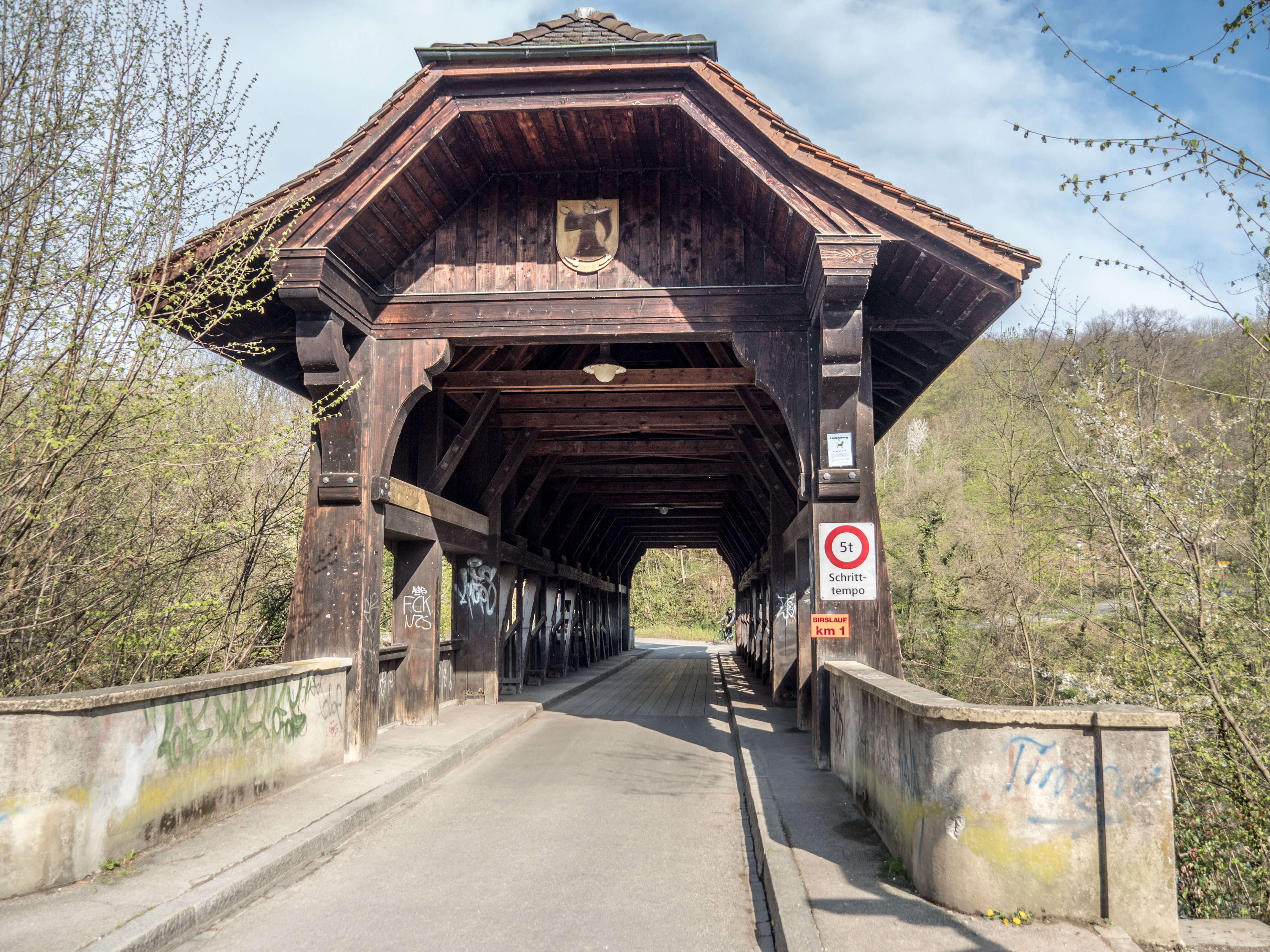
Gedeckte Holzbrücke Rüttihard bei Neue Welt über die Birs
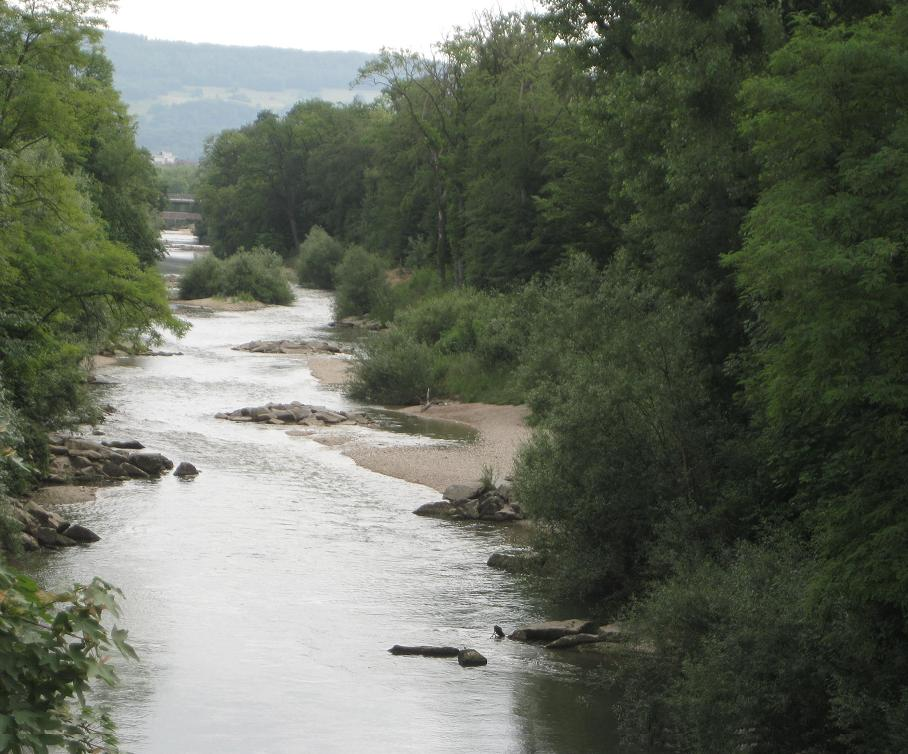
Die Birs in Münchenstein
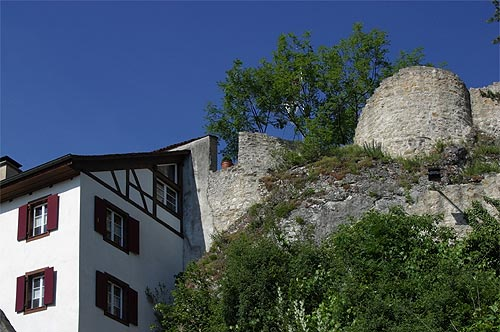
Schloss und Ruine Münchenstein

- Die Ruine der ehemaligen Burg Münchenstein erbaut zwischen 1260 und 1320 oberhalb vom Dorfzentrum Münchenstein.
- Das Dorfzentrum: vom ehemaligen Basler Tor, in südlicher Richtung, waren die Wohnhäuser aus dem 16. Jahrhundert, die noch gut erhalten im Dorfzentrum stehen, dem Felshügel entlang aufgereiht, unterbrochen in der Mitte durch die isoliert und schrägstehende Trotte (ehemalige Zehntentrotte).
- Der Ortsteil Neue Welt mit der 1660 erbauten Hammerschmiede sowie der gedeckten hölzernen Rüttihardbrücke über die Birs.
- Das Bruckgut, ein Werk des Architekten Samuel Werenfels (1720–1800), im Jahre 1758 für den Basler Fabrikanten Markus Weiss-Leissler erbaut, steht am Birsufer, nördlich vom Dorfkern.
- Die Villa Ehinger, die von 1830 bis 1833 von Ludwig August Sarasin nach Plänen des Architekten Melchior Berri erbaut wurde.
- Die um 1920 erbaute Haas’sche Schriftgiesserei, heute Sitz der Rudolf Steiner Schule Münchenstein.
- Zwischen 1912 und 1922 entstehen die ersten Bauten der Siedlung Gartenstadt Münchenstein nach Entwürfen des Basler Architekten Emil Dettwiler. Die 36 von ursprünglich 300 geplanten Wohnhäusern bilden die erste genossenschaftliche Gartenstadt-Siedlung der Schweiz.
- Die 1920/21 erbaute Genossenschaftssiedlung Wasserhaus. Die Siedlung, auf der Basis von Entwürfen von Hans Benno Bernoulli und durch den Architekten Wilhelm Eduard Brodtbeck aus Liestal ausgearbeitet, wurde im Ortsteil Neue Welt erstellt.
- Die neoromanische römisch-katholische Kirche St. Franz Xaver wurde 1933 erbaut.
- Die Brüglinger Ebene. Hier befindet sich der Botanische Garten der Stadt Basel. In der Brüglinger Ebene fand im Jahr 1980 die 2. Schweizerische Ausstellung für Garten- und Landschaftsbau Grün 80 statt. Reste der Anlage dienen jetzt als Naherholungsgebiet.
- Die Villa des Christoph Merian (gebaut 1711) mit englischem Landschaftsgarten und sein Landgut.
- Am St. Alban-Teich steht eine als Museum eingerichtete spätgotische Mühle, das Mühlemuseum Brüglingen.
- Auf dem Hochplateau von Brüglingen stehen Stallungen, welche eine bedeutende Schlitten- und Kutschensammlung beherbergen.
- Die Birs-Landschaft.

## Das Dreispitz-Quartier
Das Dreispitzareal im Besitz der Christoph Merian Stiftung ist eine tradierte Industriezone von Münchenstein und Basel, welche im Zuge der modernen städtebaulichen Entwicklung ausgedient hat. So ist eine sukzessive Umnutzung mit einem Mitwirkungsverfahren mit der Bevölkerung, den Behörden beider Kantone Basel und der Projektplanungsgemeinde Münchenstein durch die Eigentümerin mit Erfolg für einen ersten Richtplan des Quartiers «Kunstfreilager» in Münchenstein mit Erfolg abgeschlossen worden. Die Bezeichnung Kunstfreilager nimmt Bezug auf den historischen Ursprung des Geländes als Zollfreilager, wie auch auf die künftig vorgesehenen Nutzungen im Bereich Kunst in unmittelbarer Nähe des Schaulagers. Das Kunstfreilager umfasst etwa 10 % der Fläche des gesamten Dreispitz. So können nun eine Hochschule für Kunst- und Gestaltung Nordwestschweiz sowie Wohnungen für gehobene Ansprüche gebaut werden, ausserdem sollen entsprechende Gewerbe- und Dienstleistungsbetriebe Einzug halten.

## Persönlichkeiten

### Söhne und Töchter
- Petrus Mangold (1686–1758), Arzt und Jurist sowie Mitglied der Gelehrtenakademie «Leopoldina»
- Trinette Bindschedler (1825–1879), Diakonisse
- Eduard Blocher (1870–1942), evangelischer Geistlicher und Sprachwissenschaftler
- Hermann Blocher (1872–1942), Politiker
- Eugen Blocher (1882–1964), Jurist und Politiker (SP)
- Heidi Weber (* 1927), Innenarchitektin, Galeristin, Kunstsammlerin, Museumsdirektorin, Kuratorin und Verlegerin
- Hugo Helfenstein (* 1953), Jazzmusiker

### In Münchenstein tätig oder wohnhaft
- Melchior Berri (1801–1854), bekannter Schweizer Architekt
- Efrem Cattelan (1931–2014), Berufsoffizier, lebte in Münchenstein
- Marco Chiudinelli (* 1981), Tennis-Profi
- Emil Dettwiler (1865–1932), Architekt und Mitinitiant der Gartenstadt Münchenstein
- Roger Federer (* 1981), Tennis-Profi
- Emil Frey (1838–1922), Schweizer Bundesrat, Journalist, Offizier und Botschafter
- Karl Geigy (1798–1861), Präsident des Direktoriums der Centralbahngesellschaft. Eröffnete den ersten grossen Tunnel der Schweiz (Läufelfingen–Olten) am 27. April 1858[14]
- Carl Geigy (1860–1943), Maschineningenieur und bekannter Schweizer Wohltäter
- Johann Wilhelm Haas (1698–1764), sein Sohn Wilhelm Haas-Münch (1741–1800) und dessen Sohn Wilhelm Haas-Decker (1766–1838)[15]
- Anna Hegner (1881–1963), Geigerin, Komponistin und Musikpädagogin
- Benjamin Huggel (* 1977), Fussball-Profi
- André Klein (Läckerli Huus AG, André Klein AG)
- Adil Koller (* 1993), Politiker
- Mathis Künzler (* 1978), Schauspieler
- Christoph Merian (1800–1858), Grossgrundbesitzer und Gründer der Christoph Merian Stiftung
- Miriam Locher (* 1982), Politikerin
- Hans Müller (Müller AG, Blechwarenfabrik)
- Tristan Rain (* 1972), Künstler
- Alexander und Felix van Baerle, die Firmengründer der van Baerle AG (Schmierseifenfabrik)[16]
- Markus van Baerle (1930–1987), Unternehmer, Chemiker HTL und Politiker
- Münch von Münchenstein, zwischen 1185 und 1759 eines der einflussreichsten Geschlechter der Basler Ritterschaft
- Murat Yakin (* 1974), Fussball-Profi
- Hakan Yakin (* 1977), Fussball-Profi
- Peter Zwick (1950–2013), Politiker (CVP), Regierungsrat

## Trivia
Alle Sportanlagen St. Jakob – auch jene, die teilweise auch auf Gemeindegebiet von Münchenstein liegen (an der nordwestlichsten Ecke des Gemeindegebiets) – werden Basel zugeordnet. Nicht nur ist die Stadt Basel (resp. der Kanton Basel-Stadt) der Eigentümer und Betreiber der Grundstücke und Anlagen; sie haben auch eine auf 4052 Basel lautende Adresse und werden von den Veranstaltern Basel zugerechnet. Austragungsort für sämtliche Veranstaltungen dort ist somit nominell Basel (und nicht Münchenstein), auch wenn diese teilweise auf Boden von Münchenstein zu liegen kommen.